# Idioma hän
El idioma hän (también llamado Dawson, Han-Kutchin o Moosehide) es una lengua atabascana. Actualmente está en riesgo de desaparición ya que se habla en sólo dos lugares: Eagle en Alaska y Dawson City en Yukón. Existe sólo unos pocos hablantes fluyentes (se estima que unos 10), todos ellos ancianos.
Es una lengua atabascana septentrional del subgrupo de Alaska central y Yukón, que a su vez forma parte de la familia na-dené. El nombre de la lengua es homónimo con el de la etnia Hän Hwëch'in, que en su propia lengua significa '[la] gente que vive a lo largo de río', siendo el río precisamente el río Yukón. En la actualidad existen algunos esfuerzos por recuperar localmente la lengua por parte de descendientes de dicha etnia.

## Descripción lingüística

### Fonología
Las consonantes del hän en la ortografía estándar son las siguientes (los equivalentes del AFI se indican entre paréntesis):
|             |                    | Bilabial | Interdental | Alveolar  | Alveolar  | Postalveolar | Retrofleja | Velar   | Glotal |
| central     | lateral            | Bilabial | Interdental |           |           | Postalveolar | Retrofleja | Velar   | Glotal |
| ----------- | ------------------ | -------- | ----------- | --------- | --------- | ------------ | ---------- | ------- | ------ |
| Oclusiva    | sorda              | b [p]    |             | d [t]     |           |              |            | g [k]   | ’ [ʔ]  |
| Oclusiva    | aspirada           | (p) [pʰ] |             | t [tʰ]    |           |              |            | k [kʰ]  |        |
| Oclusiva    | eyectiva           |          |             | t’ [tʼ]   |           |              |            | k’ [kʼ] |        |
| Africada    | sorda              |          | ddh [tθ]    | dz [ts]   | dl [tɬ]   | dj [tʃ]      | dr [ʈʂ]    |         |        |
| Africada    | aspirada           |          | tth [tθʰ]   | ts [tsʰ]  | tl [tɬʰ]  | ch [tʃʰ]     | tr [ʈʂʰ]   |         |        |
| Africada    | eyectiva           |          | tth’ [tθʼ]  | ts’ [tsʼ] | tl’ [tɬʼ] | ch’ [tʃʼ]    | tr’ [ʈʂʼ]  |         |        |
| Fricativa   | sonora             |          | dh [ð]      | z [z]     | l [ɮ]     | zh [ʒ]       | zr [ʐ]     | gh [ɣ]  |        |
| Fricativa   | sorda              |          | th [θ]      | s [s]     | ł [ɬ]     | sh [ʃ]       | sr [ʂ]     | kh [x]  | h [h]  |
| Nasal       | sonora             | m [m]    |             | n [n]     |           |              |            |         |        |
| Nasal       | sorda              |          |             | nh [n̥]    |           |              |            |         |        |
| Nasal       | oclusiva prenasal. | mb [ᵐb]  |             | nd [ⁿd]   |           |              |            |         |        |
| Nasal       | africada prenasal. |          |             |           |           | nj [ⁿd͡ʒ]     |            |         |        |
| Aproximante | sonora             | w [w]    |             |           | l [l]     | y [j]        | r [ɻ]      |         |        |
| Aproximante | sorda              | wh [ʍ]   |             |           |           | yh [ȷ̊]       | rh [ɻ̥]     |         |        |
Las vocales son las siguientes:
- breves
  - a [a]
  - ä [ɑ]
  - e [e]
  - ë [ə]
  - i [i]
  - o [o]
  - u [u]

- largas
  - aa [aː]
  - ää [ɑː]
  - ee [eː]
  - ëë [əː]
  - ii [iː]
  - oo [oː]
  - uu [uː]

- diptongos
  - aw [au]
  - ay [ai]
  - äw [ɑu]
  - ew [eu]
  - ey [ei]
  - iw [iu]
  - oy [oi]

- Las vocales nasales se marcan mediante un diacrítico ogonek e.g., ą
- El tono bajo se marca mediante un acento grave, e.g., à
- El tono ascedente se marca mediante un acento circunflejo, e.g., â
- El tono descendente se marca un caron (o háček), e.g., ǎ
- El tono alto nunca se marca explícitamente, e.g., a